# Episodi di The Girlfriend Experience (seconda stagione)
La seconda stagione della serie televisiva The Girlfriend Experience, composta da 14 episodi, è stata trasmessa in prima visione negli USA dal 5 novembre al 24 dicembre 2017 su Starz.
In Italia la stagione è stata pubblicata dal 6 novembre 2017 sul servizio di video streaming di Mediaset, Infinity TV. Verrà trasmessa in prima visione assoluta in chiaro dal 10 aprile 2018 sul 20.
| nº | Titolo originale      | Titolo italiano      | Prima TV USA     | Pubblicazione Italia | Prima TV Italia |
| -- | --------------------- | -------------------- | ---------------- | -------------------- | --------------- |
| 1  | Leverage              | Vantaggio            | 5 novembre 2017  | 6 novembre 2017      | 10 aprile 2018  |
| 2  | Admitting             | Nuova identità       | 5 novembre 2017  | 6 novembre 2017      | 10 aprile 2018  |
| 3  | Eggshells             | La lista             | 12 novembre 2017 | 13 novembre 2017     | 11 aprile 2018  |
| 4  | The List              | Sotterfugi           | 12 novembre 2017 | 13 novembre 2017     | 11 aprile 2018  |
| 5  | Solicitation          | Adescamento          | 19 novembre 2017 | 20 novembre 2017     | 12 aprile 2018  |
| 6  | Negotiation           | Negoziazione         | 19 novembre 2017 | 20 novembre 2017     | 12 aprile 2018  |
| 7  | Donors                | Finanziatore anonimo | 26 novembre 2017 | 27 novembre 2017     | 13 aprile 2018  |
| 8  | Moral Inventory       | Non mi serve nessuno | 26 novembre 2017 | 27 novembre 2017     | 13 aprile 2018  |
| 9  | Family                | Famiglia             | 3 dicembre 2017  | 4 dicembre 2017      | 14 aprile 2018  |
| 10 | Living Like a Tornado | Presagi              | 3 dicembre 2017  | 4 dicembre 2017      | 14 aprile 2018  |
| 11 | Citizens First        | Corruzione           | 17 dicembre 2017 | 18 dicembre 2017     | 15 aprile 2018  |
| 12 | Making Amends         | Fare ammenda         | 17 dicembre 2017 | 18 dicembre 2017     | 15 aprile 2018  |
| 13 | Free Fall             | Caduta libera        | 24 dicembre 2017 | 25 dicembre 2017     | 16 aprile 2018  |
| 14 | Relapse               | Senza via di scampo  | 24 dicembre 2017 | 25 dicembre 2017     | 16 aprile 2018  |